# 安德魯餅店

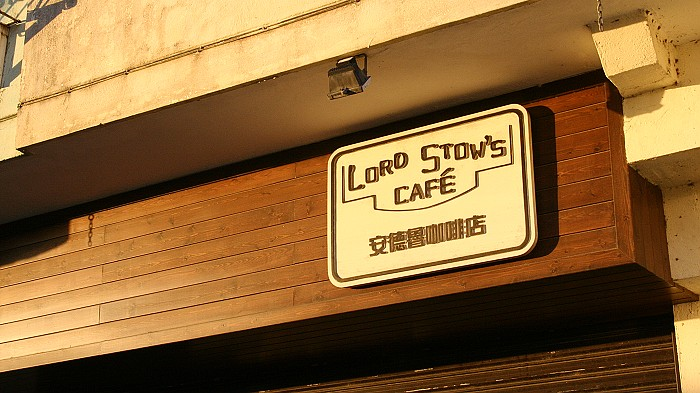
安德魯餅店的招牌

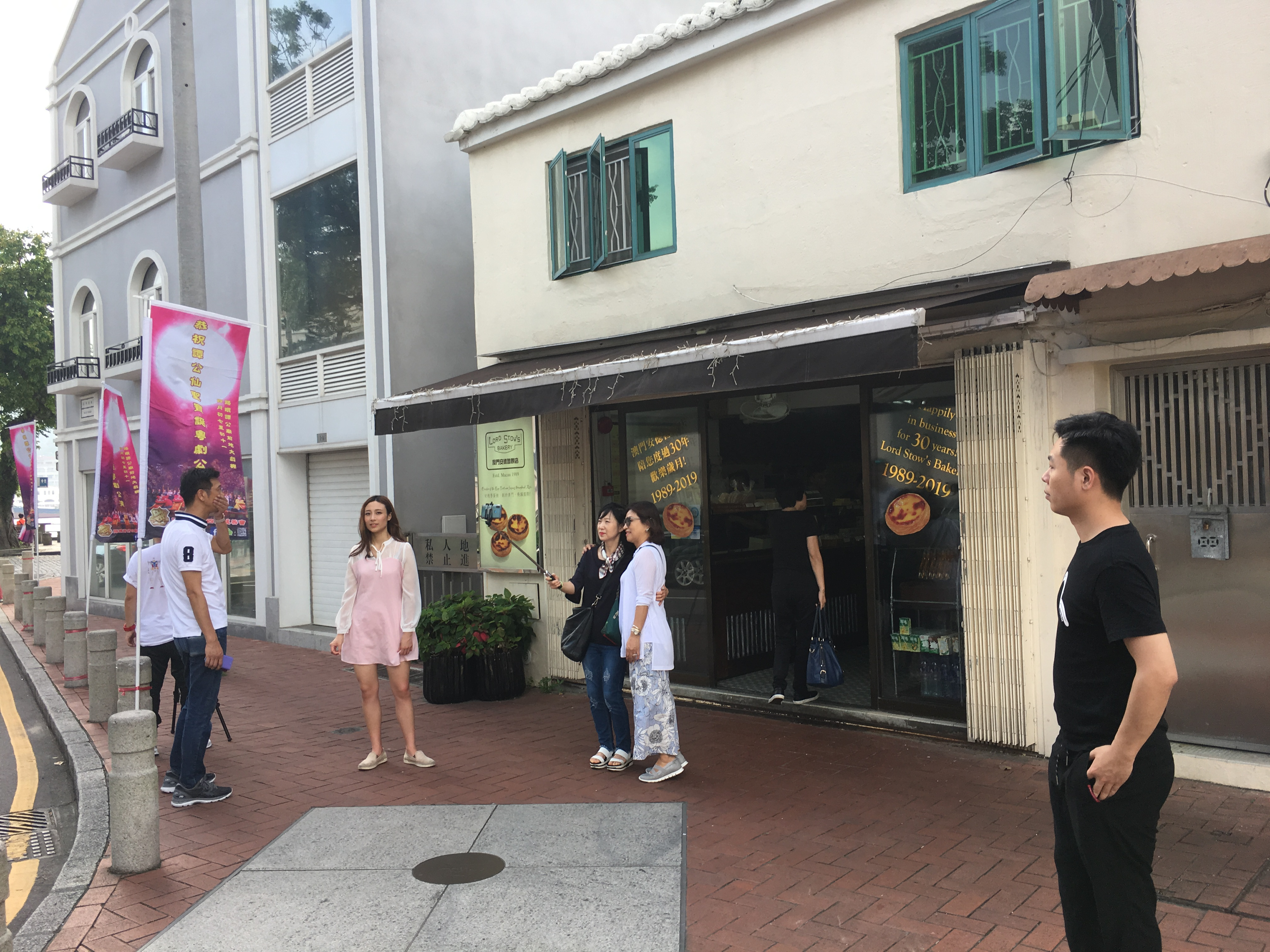
安德魯餅店於路環市區總店

安德魯餅店（英語：Lord Stow's Bakery）是澳門一家著名的餅店，由英國人安德魯（Andrew Stow）於1989年9月15日成立。
安德魯餅店店主安德魯於2006年1月獲澳門特別行政區政府授予旅遊功績勳章，特區政府並將安德魯評為澳門招牌蛋撻的創始人。
安德魯餅店始創亞洲葡式蛋撻，亦有售賣歐式糕餅麵包。總店設於路環市區撻沙街1號地下，另在澳門威尼斯人渡假村酒店亦設分店；另外，在日本大阪、神戶、名古屋、鹿兒島市、韓國首爾、菲律賓馬尼拉、香港亦設有經銷商。

## 名稱由來
在80年代中期，由於安德魯餅店始創人安德魯是當時澳門唯一的英國名人，澳門的葡萄牙人因此給予他「史多爵士」（Lord Stow）的綽號。

## 餅店沿革
1979年
安德魯餅店始創者－英國人安德魯（Andrew Stow）來到澳門，當時以藥劑師為業。
1984年－1989年
安德魯創辦第一間公司－Tropical Health Foods Ltd，設立Health Food Shop，進口歐洲烘焙食品，售賣麵包。安德魯餅店的經營思路亦由此時而起。
1989年9月15日
安德魯餅店正式開業，售賣歐式糕餅麵包。
1990年4月18日
安德魯發明獨家配方的蛋撻，命名為「安德魯蛋撻」。
1992年
安德魯餅店在澳門半島開設分店。
1997年12月
安德魯首次將特許經營權授予香港旺角的一間小店，引發香港居民爭先恐後品嘗「安德魯蛋撻」。
1998年
安德魯餅店在台灣開業。
1999年4月
安德魯餅店在日本東京和大阪開業。
1999年12月
「安德魯蛋撻」在菲律賓馬尼拉發售。
2001年12月
安德魯餅店在韓國首爾開業。
2005年12月
「安德魯蛋撻」獨家在香港怡東酒店EXpresso咖啡吧發售。
2006年1月
安德魯餅店店主安德魯獲澳門特別行政區政府授予旅遊功績勳章，特區政府並將安德魯評為澳門招牌蛋撻的創始人。
2006年10月25日
安德魯餅店店主安德魯在10月24日清晨慢跑後因哮喘發作去世，享年51歲。安德魯餅店交由其女兒 Audrey Stow 及安德魯妹妹 Eileen Stow 繼續經營。